# Spathosternum nigrotaeniatum
Spathosternum nigrotaeniatum är en insektsart som först beskrevs av Carl Stål 1876.  Spathosternum nigrotaeniatum ingår i släktet Spathosternum och familjen gräshoppor. Inga underarter finns listade i Catalogue of Life.